# La Presa Nueva
La Presa Nueva är en ort i Mexiko.   Den ligger i kommunen Villamar och delstaten Michoacán de Ocampo, i den centrala delen av landet, 400 km väster om huvudstaden Mexico City. La Presa Nueva ligger 1 591 meter över havet och antalet invånare är 317.
Terrängen runt La Presa Nueva är huvudsakligen kuperad, men åt nordväst är den platt. Runt La Presa Nueva är det ganska glesbefolkat, med 47 invånare per kvadratkilometer. Närmaste större samhälle är Sahuayo de Morelos, 17,5 km nordväst om La Presa Nueva. I omgivningarna runt La Presa Nueva växer huvudsakligen savannskog.